# Гарате, Хосе Эулохио
Хосе́ Эуло́хио Га́рате Ормаэче́а (исп. José Eulogio Gárate Ormaechea; род. 20 сентября, 1944, Саранди, провинция Буэнос-Айрес) — испанский футболист, нападающий. Игрок сборной Испании. Племянник другого известного футболиста — Хосе Мугерсы.

## Биография
Хотя Гарате родился в Аргентине, он был ещё молодым, когда с семьёй уехал в Испанию. Свою карьеру он начал в клубе «Сосьедад Депортива Эйбар» в 1963 году, затем играл за клуб «Индаучу».
В 1966 Гарате дебютирует в «Атлетико» из Мадрида. Его первый матч прошёл 16 октября 1966 года против «Лас-Пальмаса», в котором его команда победила 2:1. В «Атлетико» Гарате трижды становился лучшим бомбардиром чемпионата Испании, но ни в одном из этих сезонов он не был единственным лучшим голеадором чемпионата: в сезоне 1968/69 он делит первую строчку с Амаро Амансио, в сезоне 1969/70 с партнёром по команде Луисом Арагонесом, а в сезоне 1970/71 с Карлесом Рексачем. Первый Пичичи, который выиграл Гарате, особый, ведь футболист провёл лишь 20 матчей в сезоне, остальные пропустив из-за травмы.
Победу в своём первом чемпионате Испании Гарате завоевывает в сезоне 1969/70, а всего он выиграл 3 чемпионата Испании и 2 кубка Испании. В сезоне 1973/74 «Атлетико» выходит в финал Кубка Чемпионов, и в этом же году выигрывает Межконтинентальный кубок.
За свою карьеру Гарате получил лишь одну красную карточку, запомнившись джентльменским поведением. Своё прозвище Инженер площади он получил ввиду умения игры в штрафной площади соперника, а также из-за получения образования инженера в области промышленности.
Свою карьеру Гарате закончил в 1977, заболев странной болезнью, которая затронула его колени, из-за чего он в чемпионском сезоне 1976-77 сыграл лишь один матч. После он стал работать инженером.
1 июня 1977 «Атлетико» организовал прощальный матч в честь футболиста.

### Сборная
Хотя Гарате родился в Аргентине, он выступал за национальную команду своей исторической Родины. Первый матч Гарате провёл 22 октября 1967 года против Чехословакии, где сразу же отличился (2:1 победа Испании). А всего провёл 18 матчей и забил 5 мячей.

## Достижения

### Командные
- Чемпион Испании: 1970, 1973, 1977
- Обладатель Кубка Испании: 1972, 1976
- Финалист Кубка Чемпионов: 1974
- Обладатель Межконтинентально Кубка: 1974

### Личные
- Лучший бомбардир чемпионата Испании: 1969 (14 голов), 1970 (16 голов), 1971 (17 голов)